# Raffaele Persichetti
Raffaele Persichetti (Roma, 12 maggio 1915 – Roma, 10 settembre 1943) è stato un militare italiano.

## Biografia

### Formazione
Fu allievo al Liceo Ginnasio "Ennio Quirino Visconti" di Roma e, nel 1933, si diplomò, da privatista, al Terenzio Mamiani. Fu poi insegnante di storia dell'arte, nuovamente, al "Visconti".
Giovane tenente dei granatieri, fu messo in congedo perché invalido, nel corso della Seconda guerra mondiale.

### Il Partito d'Azione
Nel 1942, Raffaele Persichetti aderì al Partito d'Azione.
Dopo la fuga di Vittorio Emanuele III da Roma, Persichetti, insieme a Pilo Albertelli, fu tra gli appartenenti al Partito d'Azione che si riunirono alle prime ore del 9 settembre 1943. Durante l'incontro, i presenti furono informati, da una telefonata proveniente dall'ospedale Cesare Battisti (oggi: ospedale Carlo Forlanini), dei combattimenti in corso tra i tedeschi e i militari italiani al ponte della Magliana, visibili dalla terrazza dell'ospedale. I convitati decisero immediatamente di agire, pur essendo senz'armi.

### La battaglia di Porta San Paolo
Persichetti giunse in abito civile e sommariamente armato sulla linea del fuoco di porta San Paolo, il 10 settembre, intorno alle 12:30 circa; si pose subito al comando di un drappello rimasto senza guida, contro le superiori forze tedesche. Verso le 14:00, armato di moschetto e con le cartucce sull'abito civile, fu costretto a indietreggiare all'inizio di viale Giotto già ferito gravemente a una spalla.
Maria Teresa Regard, studentessa iscritta al Partito comunista e futura gappista, accorsa per fornire vettovaglie ai combattenti insieme ad altre donne, lo vide cadere nel primo pomeriggio in viale Giotto. Accanto a Persichetti combatteva Adriano Ossicini, del movimento dei cattolici comunisti.

### Dediche
La città gli ha dedicato una breve strada che passa tra la Piramide Cestia e porta San Paolo; una targa si trova all'interno dello stesso Collegio Romano (sede del Liceo Visconti) e un'altra a corso Rinascimento.